# Mercury列车
Mercury列车是对纽约中央铁路公司一批运行在美国中西部地区的豪华旅客列车的统称，现已停运。Mercury列車由工业设计师Henry Dreyfuss主持设计，采用Streamliner牵引，尾部设有流线型瞭望车。Henry Dreyfuss设计的Mercury列车和1938年版20th Century Limited同时是美国历史上的经典旅客列车。Mercury列車的名字来源于罗马神话中为众神传递信息的使者——墨丘利，寓意是像墨丘利一样快。Mercury列車在当时又被称为“明日火车”。
Mercury列車车1936年7月15日首次上线运营，最初的线路为克利夫兰往返底特律。 后来又增加了运行在芝加哥往返底特律的“芝加哥Mercury列車”，和运行在辛辛那提往返底特律的“辛辛那提Mercury列車”。 最后停运的Mercury列車是1959年7月11日停运的“克利夫兰Mercury列車”。 Mercury列車因运行里程及时间均不长，全车只有豪华软座，没有卧铺。
同样运行在芝加哥往返辛辛那提间的James Whitcomb Riley (train)在运营初期亦采用和Mercury列車相似的设计。James Whitcomb Riley列車于1941年上线运营至1968年属纽约中央铁路公司，1968年至1971年属賓州中央鐵路公司，1971年至1977年停运期间属美鐵。但停运前夕已不采用Streamliner牵引。

## 线路
- 克利夫兰Mercury列車：车次为75次（西行）/76次（东行），大致走向为底特律往返托莱多往返克利夫兰。[9]
- 芝加哥Mercury列車：车次为375次（西行）/376次（东行），大致走向为芝加哥往返卡拉马祖往返杰克逊往返底特律。
- 辛辛那提Mercury列車：初期车次为421次（西行）/424次（东行），停运前夕的1956年至1957年车次改为401次/402次，大致走向为辛辛那提往返代顿往返哥伦布往返克利夫兰。

## 历史
20世纪30年代，纽约中央铁路公司开始着重改善其在美國中西部的旅客列车的服务质量。包括引入由Streamliner牵引的旅客列车，以提高运营速度。1934年，Henry Dreyfuss设计的由Streamliner牵引的范德比尔特海军准将号列车受到了纽约中央铁路公司的重视。 这是Henry Dreyfuss第一个铁路设计作品，他的作品还包括电话机、钢笔、吸尘器。1935年，纽约中央铁路公司邀请Henry Dreyfuss参加新型旅客列车设计项目（后来的Mercury列車）。Mercury列車的第一节车厢是Henry Dreyfuss认使用市郊通勤车厢改建而来。
Mercury列車于1936年6月首次试运行，首次试运行路线为印第安納波利斯往返谢夫。此次测试线路总长度约320公里，最高速度达150千米/小时。位于餐厅车和休闲车之间的两节软座车为1936年7月初增加。
1936年6月至7月初的首次运营前夕，Mercury列車的运营方纽约中央铁路公司曾对其进行公开展出。1936年6月25日在印第安納波利斯举行命名典礼，并在当地公开展出。1936年6月28日至29日在纽约大中央车站展出。1936年7月6日Mercury列車在芝加哥拉塞尔街车站的公开展示中，约有17,250名观众参观。
1936年7月15日，Mercury列車首次开行。首次开行的是“克利夫兰Mercury列車”，中间仅在托莱多停靠。 1936年9月，纽约中央铁路公司]]发现Mercury列車开通后，其它运行在这一线路上的旅客列车的客源并未减少，因而认为Mercury列車成功的经验可在其它线路上复制。 之后又增加“芝加哥墨Mercury列車”，“芝加哥Mercury列車”于1939年10月在印第安纳波利斯公开展出，1939年11月12日正式上线运营。
二战之后，Mercury列車采用了减重版车厢。 1950年2月，因燃煤短缺，Mercury列車缩减班次，直至1950年3月才恢复。在这一燃煤短缺期间，Interstate Commerce Commission一度要求各铁路公司缩减燃煤蒸汽机车的开行班次。
辛辛那提Mercury列車是最先停运的，大致于1957年10月停运。芝加哥Mercury列車大致于1958年4月停运。 克利夫兰Mercury列車于1959年7月11日停运。

## 设计

### 初期编组

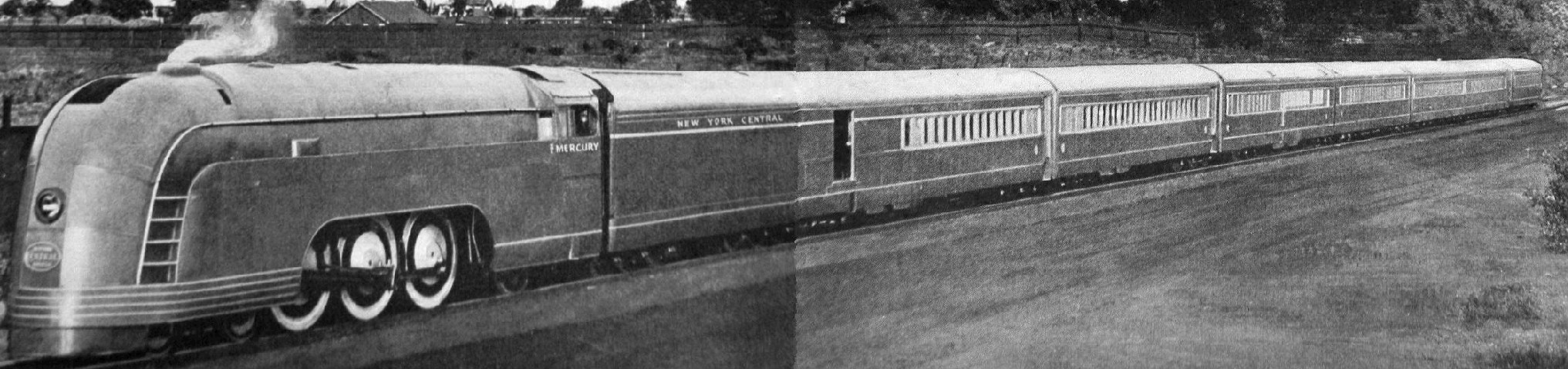
Mercury列车外侧全景，1936年拍摄

由Henry Dreyfuss设计的Mercury列車在运营初期编组为：头部机车+9节车厢
Mercury列車的车厢在纽约中央铁路公司位于美国印第安纳州Beech Grove, Indiana的工厂制造。1936年6月首次试运行，首次试运行路线为印第安納波利斯至谢夫往返。测试线路总长度约320公里，最高速度达150千米/小时。位于餐厅车和休闲车之间的两节座位车为1936年7月初增加。

### 机车和外部

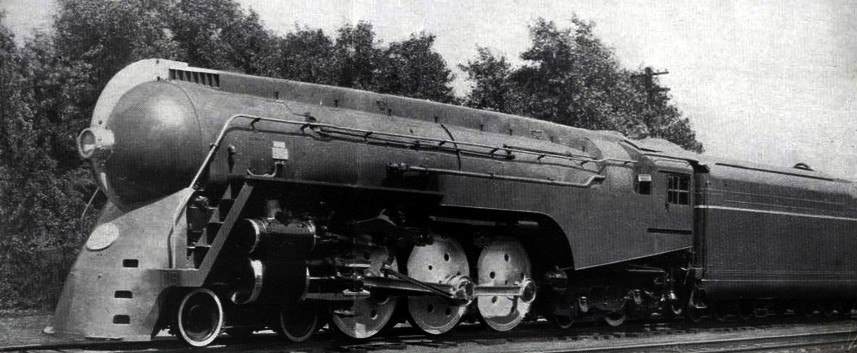
曾用于牵引Mercury列車的哈德孙型蒸汽机车

Henry Dreyfuss的火车设计作品中的机车部分十分引人注目，以至于有些人甚至完全忽视了他设计的客车车厢部分。牵引Mercury列車的蒸汽机车通过整流罩实现流线型车体，将包括汽笛、管道在内的许多外露部件包裹在整流罩内部，但驱动轮是外露的。
Mercury列車的机车每侧的驱动轮处各设有3个50瓦灯泡和两个15瓦灯泡（可能是白炽灯），能够在夜晚展示出迷人的灯光效果。Mercury列車的车轴使用滚柱轴承，这使得运营速度可达130千米/小时，但也使刹车变得更为困难。尽管运营速度限制在130千米/小时以内，但有资料称最高速度可达160千米/小时。
机车与车厢均采用银灰色外部涂装。车厢两侧均有银色Mercury列车标识——带着翅膀、穿着拖鞋的经典Mercury列車形象。

### 内部
Henry Dreyfuss的设计理念包括让Mercury列車的内外各个部分风格统一。车厢内部犹如私人会所，一扫以往旅客列车的局促、呆板的形象。
Mercury列車车厢部分的车门位于两节车厢连接处，车门内侧为圆形门厅（由两个分别位于两节车厢的半圆形部分组成，和中国大陆的多数铁路客车不同）。两节车厢连接处的过道宽大1.6米。轉向架的彈簧上方設由織物和橡膠組成的減震裝置。
Henry Dreyfuss在车厢内部设置了多处隔断，以减少车厢内部细长的感觉。例如，在第二节车厢（软座车），他打破了传统的座位的排列顺序，在车厢中间的过道上放置了两对面对面的座位。“软座/厨房合造车”仅包括软座、厨房和食品储藏室，餐厅则位于其后方的“餐厅车”内。“餐厅车”部分餐椅为传统餐椅，部分为沙发椅，另外在等候区还设有6个座位。
Henry Dreyfuss引入的在当时旅客列车中流行的尾部瞭望车。为了让尾部瞭望车有更好的视野，瞭望车后部观景窗为30厘米高的低窗台设计，后部观景窗高1.23米，观景区座位位于车厢中间，面朝车窗。
Mercury列車的车厢过道中间也设有速度表。

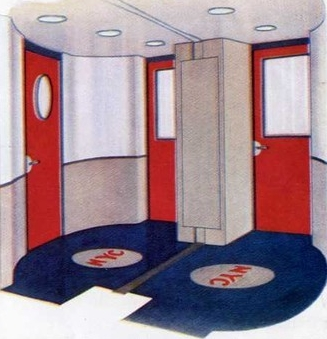
位于两节车厢连接处的门厅
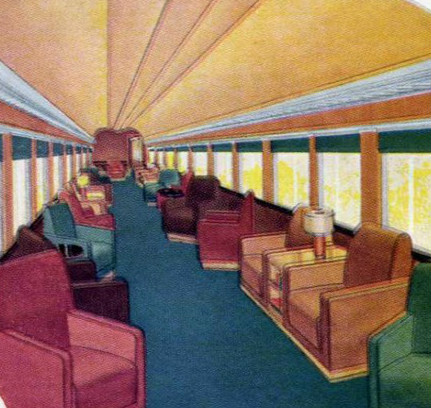
客厅车前部
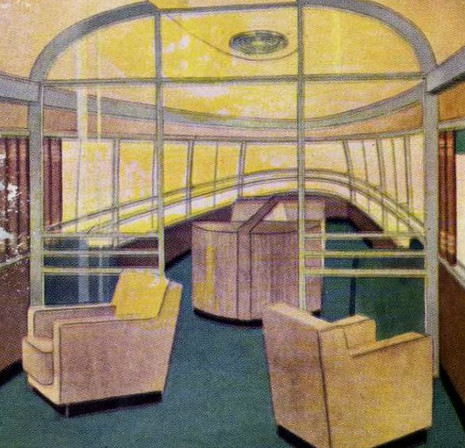
尾部瞭望车内部
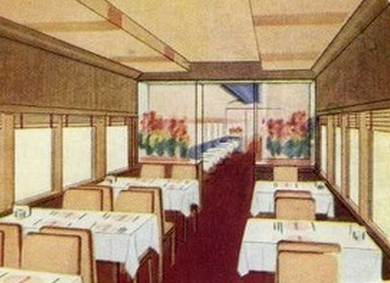
餐厅车之一
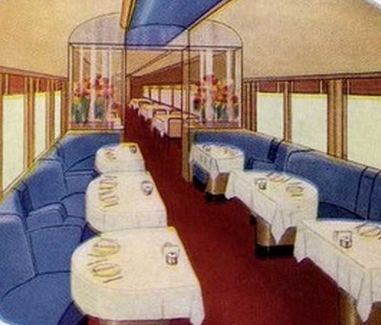
餐厅车之二
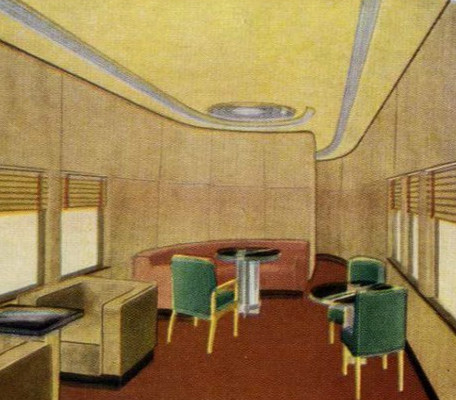
休闲车之一
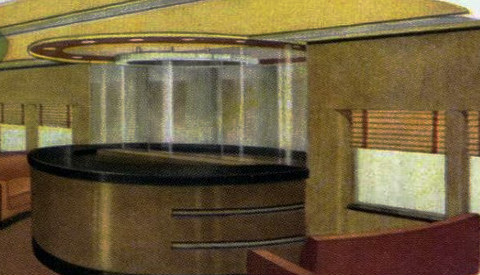
休闲车之二
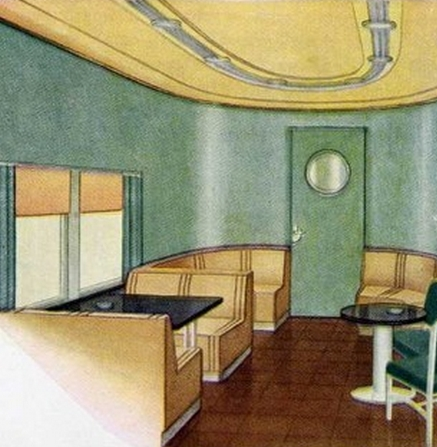
吸烟室
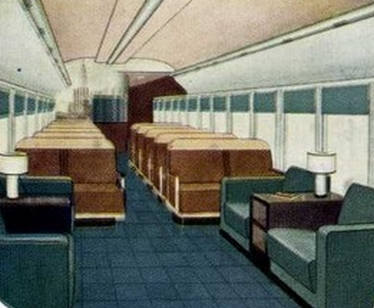
软座车

## 事故
因Mercury列车的运营速度可达75—80英里每小時（121—129每小時），因而许多事故发生在平交道上。Mercury列車在1936年7月15日第一次开行时就曾撞死侵入軌道的汽车司机。1938年时在俄亥俄州的一处平交道事故造成卡车司机当场身亡，卡车被撞出数百英尺。 1940年曾在密歇根州一处的平交道事故造成汽车司机身亡。。
1938年Mercury列车在俄亥俄州的一处平交道与汽车相撞后停车调查期间，晚发车5分钟的Commodore Vanderbilt号列车又Mercury列车追尾，造成至少50人受伤，其中一些人伤势严重。Commodore Vanderbilt号列车的司机虽及时刹车，但因铁轨湿滑，追尾事故仍未避免。这是1938年美国发生的几起重特大铁路事故之一。